# Joan Ribó
Joan Ribó i Canut (Manresa, 17 de septiembre de 1947) es un catedrático de enseñanza secundaria, ingeniero técnico agrícola, tecnólogo y político español, miembro de Compromís. Fue alcalde de Valencia entre 2015 y 2023 y concejal desde 2011 hasta su renuncia en marzo de 2024.

## Biografía
Nacido en Manresa, provincia de Barcelona, el 17 de septiembre de 1947, vivió en Adrall (Ribera de Urgellet, provincia de Lérida) hasta que se desplaza a Barcelona para realizar los estudios de bachillerato. Al terminar se trasladó a Valencia, donde estudió Ingeniería técnica agrícola en la Universidad Politécnica de Valencia diplomándose posteriormente en tecnología de alimentos. Realizó el doctorado en el Instituto Agroquímico de Valencia, donde después continuó en tareas de investigación alrededor de plaguicidas no contaminantes. En este periodo publicó ocho trabajos de investigación y dirigió tres tesinas de licenciatura y tesis doctorales para las facultades de Químicas y Biológicas de la Universidad de Valencia.
Fue profesor durante siete años de la Universidad Politécnica de Valencia en las Escuelas Superiores de Ingenieros Agrónomos e Industriales donde asumió durante dos años el cargo de Director del Departamento de Química (con carácter de interino). En 1978 aprobó las oposiciones de profesor agregado de Física y Química de Enseñanza Media. Cinco años más tarde obtuvo por concurso de oposición la plaza de catedrático. Desde ese momento desarrolló su labor docente en los institutos de Bachillerato de Manises, los de Valencia (Sorolla y Distrito Marítimo) y el de Meliana, donde actualmente tiene plaza en excedencia para ser concejal en el ayuntamiento de Valencia.

## Actividad política
Su actividad política comienza con la participación en la constitución del Sindicato Democrático desde posiciones ideológicas cristianas progresistas, cercanas a la Teología de la liberación (Hermandad Obrera de Acción Católica y Cristianos por el Socialismo). Ingresa en el Partit Comunista del País Valencià cuando se constituye la Junta Democrática de España, convirtiéndose en Secretario General de EUPV (la rama valenciana de Izquierda Unida) en la ciudad de Valencia entre 1992 y 1997, cuando es elegido al dejar el cargo Albert Taberner. En 2003 deja el cargo (ahora conocido con el nombre de Coordinador General) en manos de Gloria Marcos. Ribó también ha formado parte de las primeras ejecutivas de Comisiones Obreras de Enseñanza siendo elegido delegado sindical en dos elecciones sindicales.
Ha sido defensor de las alianzas electorales con terceros partidos (primero la llamada L'Entesa a las elecciones autonómicas de 2003 y después de Compromís pel País Valencià en las elecciones autonómicas de 2007).
Figuró como número 18 en la lista electoral de IU-UPV para las elecciones a las Cortes Valencianas de 1987, sin resultar electo. Fue diputado en las Cortes Valencianas entre 1995 y 2007. Desde 1999, año en que es candidato por primera vez a la presidencia de la Generalidad Valenciana, fue portavoz del grupo parlamentario de EUPV. En 2003 anuncia que deja el cargo de Coordinador General de EUPV, siendo el portavoz del grupo parlamentario de las Cortes Valencianas hasta el final de la legislatura. Entre 2007 y 2010 deja la política activa y retorna a su actividad profesional, la de profesor de secundaria en el instituto público de Meliana.
A raíz de la crisis de EUPV, en la que la formación se partió en dos (los seguidores de Marcos y los militantes de Esquerra i País con Projecte Obert , corriente interna de la que Ribó era el líder), algunos dirigentes fueron expulsados el mes de abril de 2008 (como el propio Ribó y el también exsecretario general del PCPV, Alfred Botella) o han abandonado la formación de EUPV (Juan Manuel Busto, exalcalde de Puzol; y José Bort, concejal de Albuixech). En 2010, Joan Ribó vuelve a la primera línea política al ser proclamado candidato de Coalició Compromís a la alcaldía de Valencia en las elecciones municipales de 2011. Su candidatura recibió más del 9% de los votos, y se convirtió en tercera fuerza en el consistorio municipal con 3 concejales.
Desde su creación en julio de 2012, Joan Ribó es uno de los dos portavoces de estructura en la ejecutiva de Compromís.
El 13 de junio de 2015 fue investido alcalde de Valencia con los votos a favor de Compromís (9 regidores), el PSPV (5 regidores) y València en Comú (3 regidores).
En junio de 2018 fue imputado por presuntos delitos de prevaricación administrativa e impedimento del ejercicio de los derechos cívicos, por presuntamente no haber entregado información sobre una encuesta a la oposición. Sin embargo, un mes después esta causa quedó archivada por entender el Juzgado que no existía conducta antijurídica, después de que el Fiscal de la causa concluyera no había ni prevaricación administrativa ni impedimento de los derechos cívicos.
En las elecciones municipales de 2019 fue cabeza de lista de nuevo por Compromís y ganó las elecciones en la ciudad de Valencia, aumentando un concejal (de 9 a 10) y pasando por delante del PP, que había sido el partido más votado en las anteriores elecciones. El 15 de junio de 2019 fue investido de nuevo alcalde de Valencia con los votos a favor de Compromís (10 regidores) y el PSPV (7 regidores).
En 2022 repite como candidato por Compromís a la alcaldía de Valencia en busca de su tercer mandato de cara a las elecciones de mayo de 2023 en las que no consigue la mayoría necesaria para gobernar, y pierde las elecciones. Continúa en la portavocía de Compromís en el Ayuntamiento de València hasta noviembre de 2023, cuando toma el relevo Papi Robles, y mantiene el acta de concejal hasta febrero de 2024.